# (2674) Pandarus
(2674) Pandarus (1982 BC3) – planetoida z grupy trojańczyków okrążająca Słońce w ciągu 11,77 lat w średniej odległości 5,17 j.a. Odkryta 27 stycznia 1982 roku.